# Dístilo in antis

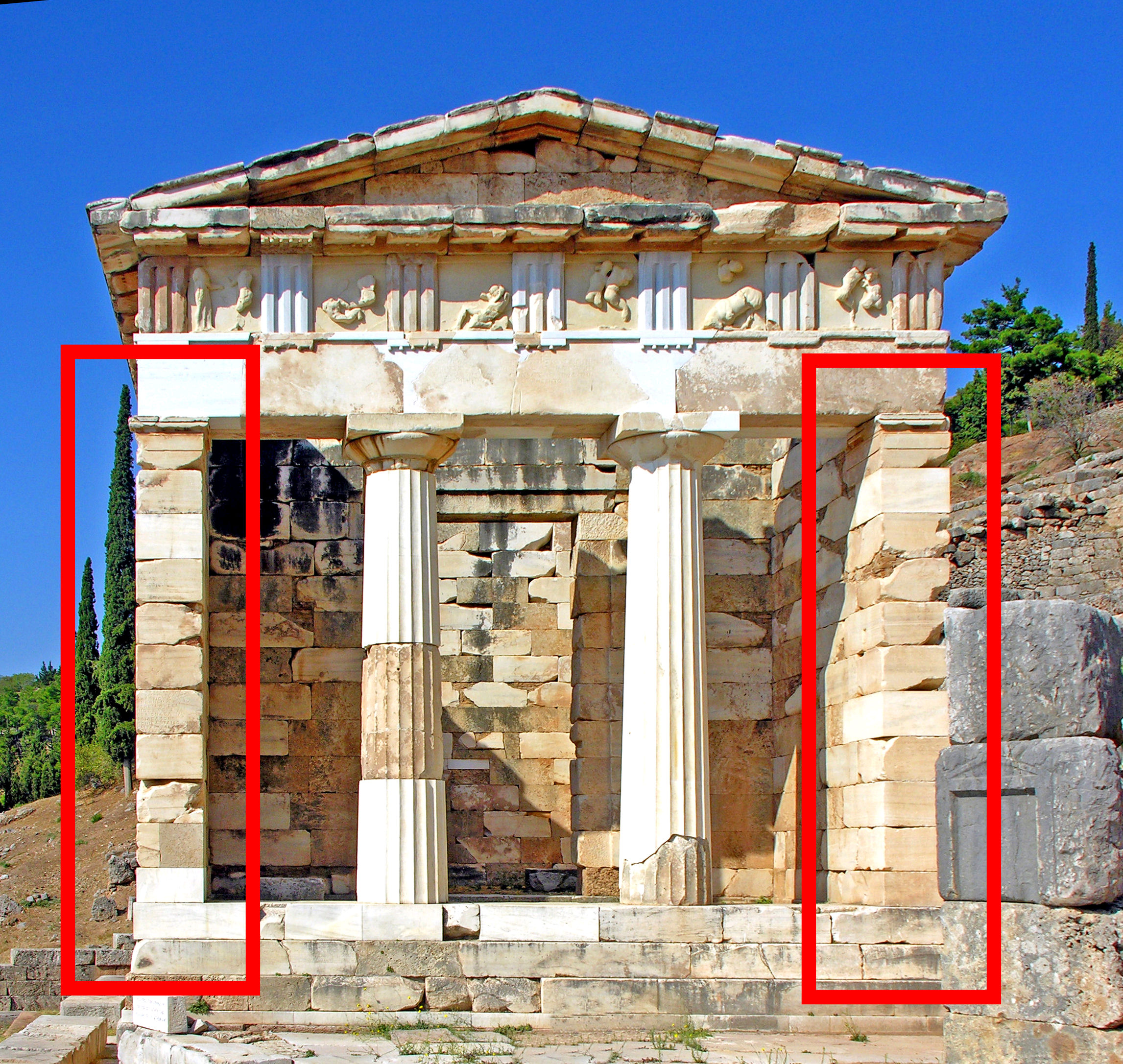
El Tesoro de los sifnios en Delfos tiene un dístilo típico en diseño antis, con dos antas que enmarcan dos columnas.

En la arquitectura clásica, dístilo in antis denota un templo con las paredes laterales que se extienden hasta el frente del pórtico y terminan con dos antas, el frontón está sostenido por dos pilastras o, a veces, cariátides. Este es el tipo más antiguo de estructura de templo en el mundo griego antiguo. Un ejemplo es el Tesoro de los sifnios en Delfos, construido alrededor del 525 a. C.
Las estructura más pequeñas de dos columnas sin antas se llama dístilo. La siguiente evolución en el diseño de templos llegó con el anfipróstilo, donde cuatro columnas se alinean en el pórtico frente a una naos.

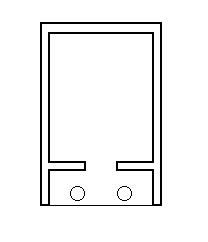
Planta de un templo con dos columnas in antis.
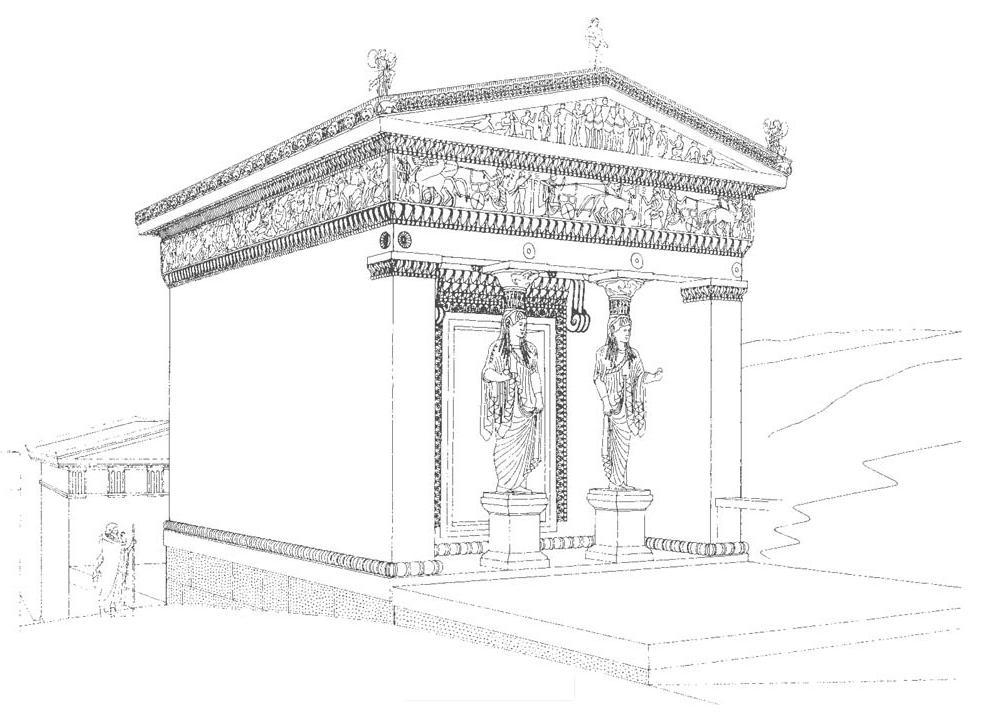
Reconstrucción del Tesoro de los sifnios.
Tipos de plano del templo.